# Choi Yun-hee
Choi Yun-hee (koreanisch 최윤희; * 25. Mai 1986 in Seoul) ist eine südkoreanische Leichtathletin, die sich auf den Stabhochsprung spezialisiert hat.

## Sportliche Laufbahn
Erste internationale Erfahrungen sammelte Choi Yun-hee im Jahr 2004, als sie bei den Juniorenasienmeisterschaften in Ipoh mit einer Höhe von 3,80 m die Bronzemedaille gewann. Im Jahr darauf belegte sie bei den Asienmeisterschaften in Incheon mit 4,05 m den vierten Platz und wurde anschließend bei den Ostasienspielen in Macau mit übersprungenen 4,00 m Fünfte. Im Jahr darauf nahm sie erstmals an den Asienspielen in Doha teil und erreichte dort mit 4,00 m Rang fünf. 2009 schied sie bei der Sommer-Universiade in Belgrad mit 4,00 m in der Qualifikation aus, gewann anschließend aber bei den Asienmeisterschaften in Guangzhou mit 4,00 m die Bronzemedaille hinter den Chinesinnen Li Caixia und Wu Sha. Im Jahr darauf wurde sie bei den Asienspielen ebendort mit 4,15 m Vierte.
Bei den Leichtathletik-Asienmeisterschaften 2011 in Kōbe gewann sie erneut mit übersprungenen 4,00 m die Bronzemedaille, diesmal hinter den Chinesinnen Wu Sha und Li Ling, ehe sie bei den Weltmeisterschaften in Daegu mit neuem Landesrekord von 4,40 m in der Qualifikation ausschied. Im Jahr darauf gewann sie bei den Hallenasienmeisterschaften in Hangzhou mit einer Höhe von 4,30 m die Silbermedaille hinter der Chinesin Li Ling. Zudem qualifizierte sie sich in diesem Jahr für die Teilnahme an den Olympischen Spielen in London, bei denen sie mit 4,10 m den Finaleinzug verpasste.
In den Jahren 2005 und 2006, 2008 und 2009 sowie 2010 und 2012 wurde Choi südkoreanischen Meisterin im Stabhochsprung.

## Persönliche Bestleistungen
- Stabhochsprung: 4,41 m, 8. Mai 2012 in Kimchun (südkoreanischer Rekord)
  - Stabhochsprung (Halle): 4,30 m, 19. Februar 2012 in Hangzhou (südkoreanischer Rekord)